# Wytyczno
Wytyczno – wieś w Polsce położona w województwie lubelskim, w powiecie włodawskim, w gminie Urszulin.
| SIMC    | Nazwa            | Rodzaj    |
| ------- | ---------------- | --------- |
| 0109139 | Kochanowskie     | część wsi |
| 1025887 | Okolenia Wytycka | część wsi |

W latach 1975–1998 miejscowość administracyjnie należała do ówczesnego województwa chełmskiego.
Wieś jest sołectwem w gminy Urszulin. Według Narodowego Spisu Powszechnego z roku 2011 wieś liczyła 533 mieszkańców.
W pobliżu miejscowości znajduje się Jezioro Wytyckie.

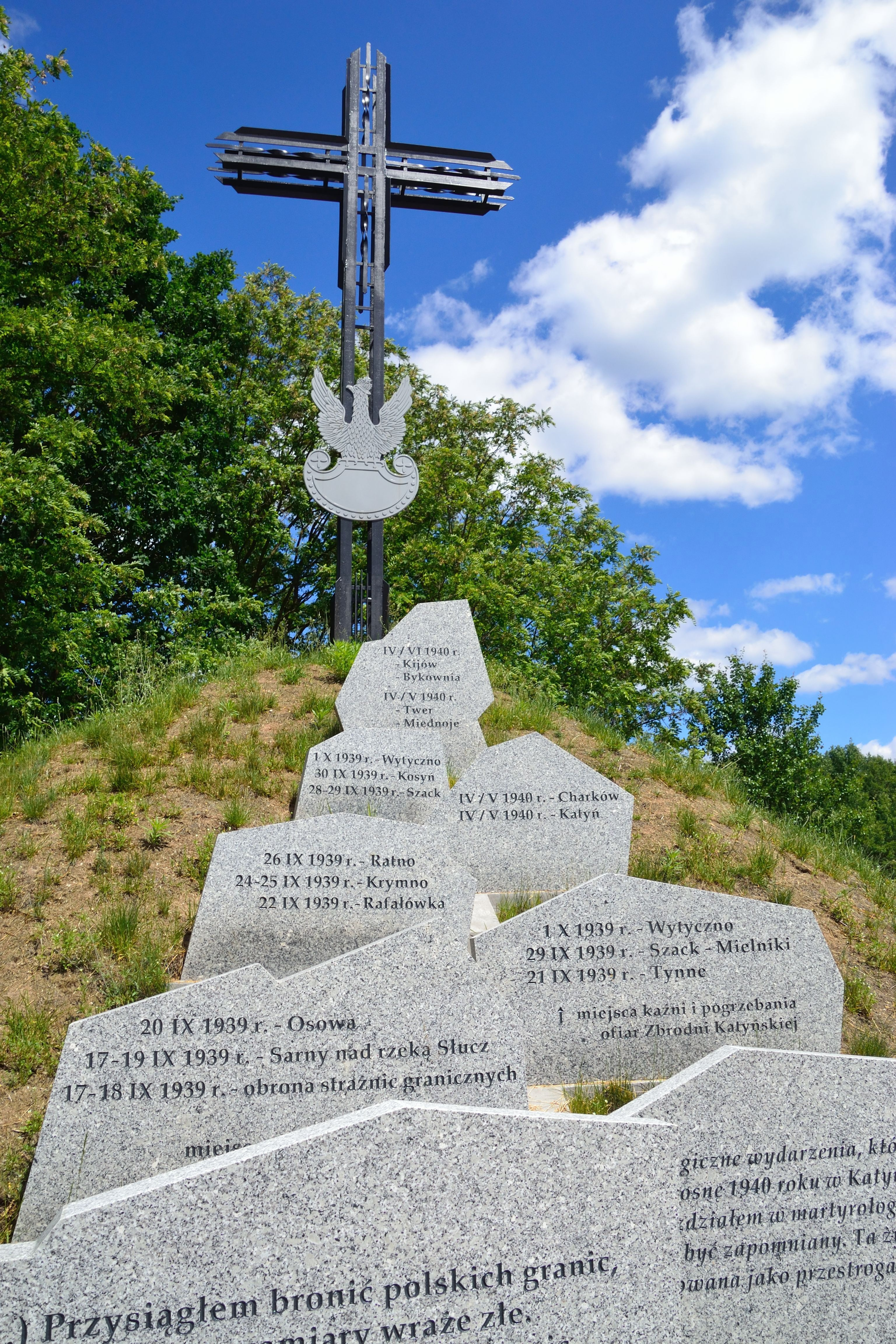
Pomnik pamięci obrońców granic poległych po 17 września 1939

Bitwa pod Wytycznem – stoczona 1 października 1939 pomiędzy jednostkami Korpusu Ochrony Pogranicza a Armią Czerwoną. Żołnierze polegli w czasie bitwy zostali częściowo pochowani na cmentarzu w Wytycznie.
Z boku pomnika, po tej samej stronie drogi znajduje się cmentarz prawosławny.

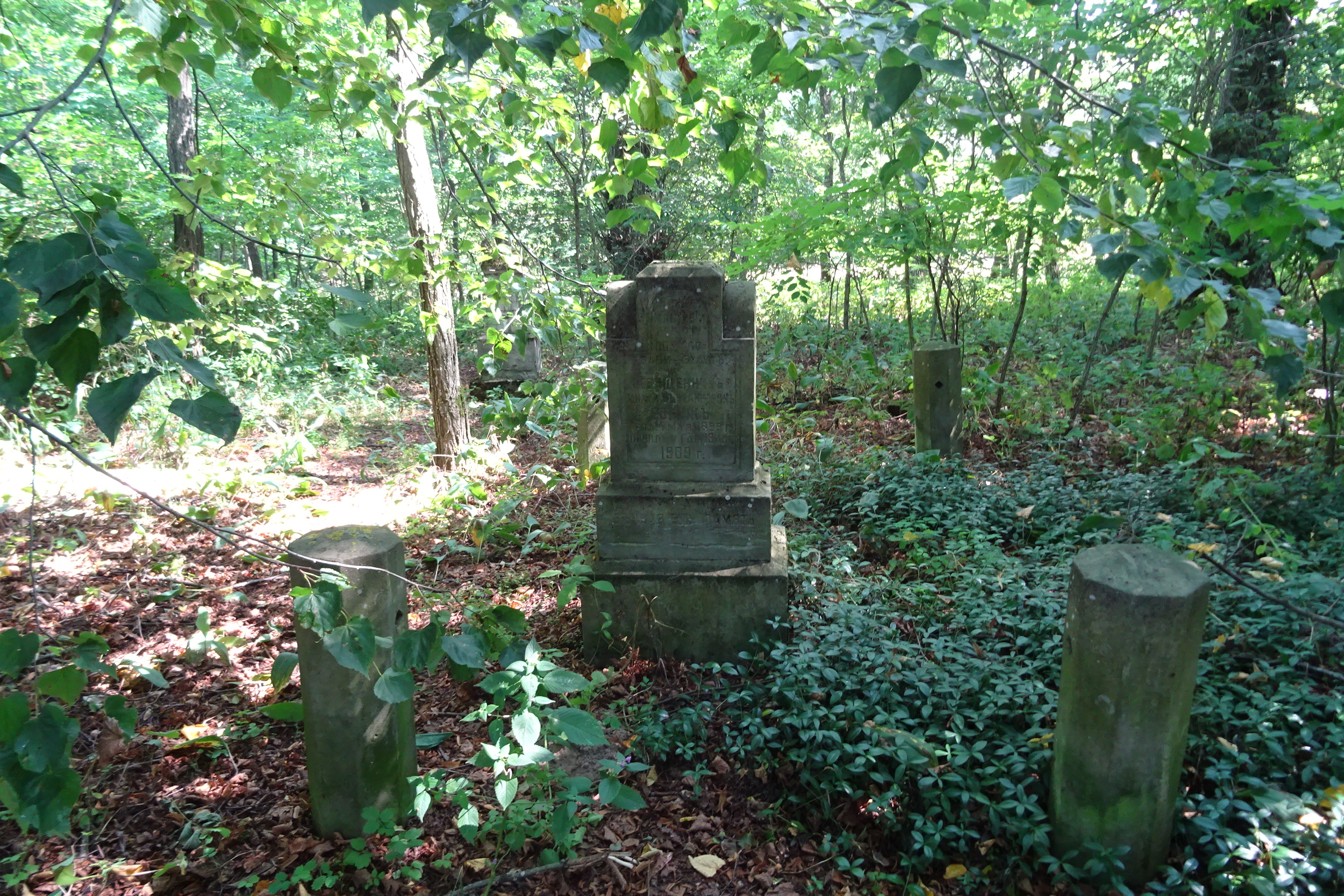
Cmentarz prawosławny

Miejscowość jest siedzibą rzymskokatolickiej parafii pod wezwaniem św. Andrzeja Boboli. W miejscowości działała Rolnicza Spółdzielnia Produkcyjna Wytyczno..